# Nidský maják
Nidský maják (litevsky Nidos švyturys nebo Urbo kalno švyturys) stojí na Kurské kose v Nidě, 900 m od Baltského moře na kopci Urbo kalnas (51 m n. m.) v Národním parku Kuršská kosa. Provozovatel majáku je Klaipėda State Seaport (Státní námořní přístav Klaipéda), správce areálu je správa Národního parku Kuršská kosa.

## Historie
První maják v Nidě byl postaven po sjednocení Německa z nařízení pruského krále v roce 1783. Šestiboká věž vysoká 23 metrů byla postavena z červených cihel a vedla k ní dlážděná cesta s 200 schody, kterou vybudovali francouzští váleční zajatci. Při stavbě majáku byl zalesňován 51,4 m vysoký kopec Urbo. Přes písek od Nidy ke schodům byla vybudována speciální promenáda. Maják byl poprvé rozsvícen 24. října 1874. Původním zdrojem světla byly hořáky na petrolej s dosvitem 21 nm a charakteristikou světla se čtyř sekundovým zábleskem každých deset sekund.
U majáku na západní straně byl postaven zděný sklad na petrolej. Na začátku cesty k majáku byl postaven dům pro strážce majáku, ve kterém mimo jiné sídlil i celní úřad. V roce 1937 byl vybaven radiostanicí a anténním systémem, který zabezpečoval spojení s loděmi.
V roce 1944, na konci druhé světové války, byla věž majáku vyhozena do vzduchu ustupujícími německými vojáky. V roce 1945 byla postavena dřevěná věž s lucernou a v roce 1953 byl rozsvícen nový maják. V roce 1952 byly u domu strážce postaveny budovy skladu, administrativní budovy, skladu paliva, hospodářské budovy a studna.
V roce 1979 původní tmavě červený vzhled majáku změněn na červeno-bíle pruhovaný.
V roce 1991 byl Nidský maják vysvěcen a pojmenován po svatém Petrovi, patronovi rybářů.
Od roku 2017 je kulturní památkou Litvy.

## Popis
Nidský maják je železobetonová válcová věž vysoká 29,3 m s ochozem a lucernou s vodorovnými červenými a bílými pruhy. Maják je bez obsluhy plně automatizován. V případě výpadku elektrické energie ze sítě se automaticky přepne na vlastní napájecí stanici.

### Světelný zdroj
Ohnisko světelného zdroje se nachází v nadmořské výšce 79 m a je viditelné na vzdálenost 22 nm (asi 40 km). Jeho původní Fresnelova čočka byla vyrobena ve sklárně na výrobu optického skla v Izjumu v Charkovské oblasti na Ukrajině. Než byla čočka v roce 1874 instalována do majáku, byla vystavena na světové výstavě v Paříži ve Francii, kde získala ocenění. V roce 1958 byla instalována nová optika. V roce 1964 byl maják elektrifikován. Jako zdroj světla sloužil systém šesti žárovek, z nichž jedna svítila a pokud vyhořela, automaticky ji nahradila druhá. Na konci roku 2016 byla tato soustava nahrazena jednou LED optikou EMB-930M.
Charakteristika světla je Fl(2) W 5,8s (to je 2 krátké záblesky každých 5,8 sekund)

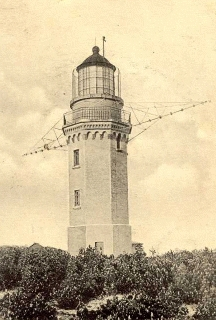
Původní šestiboký maják
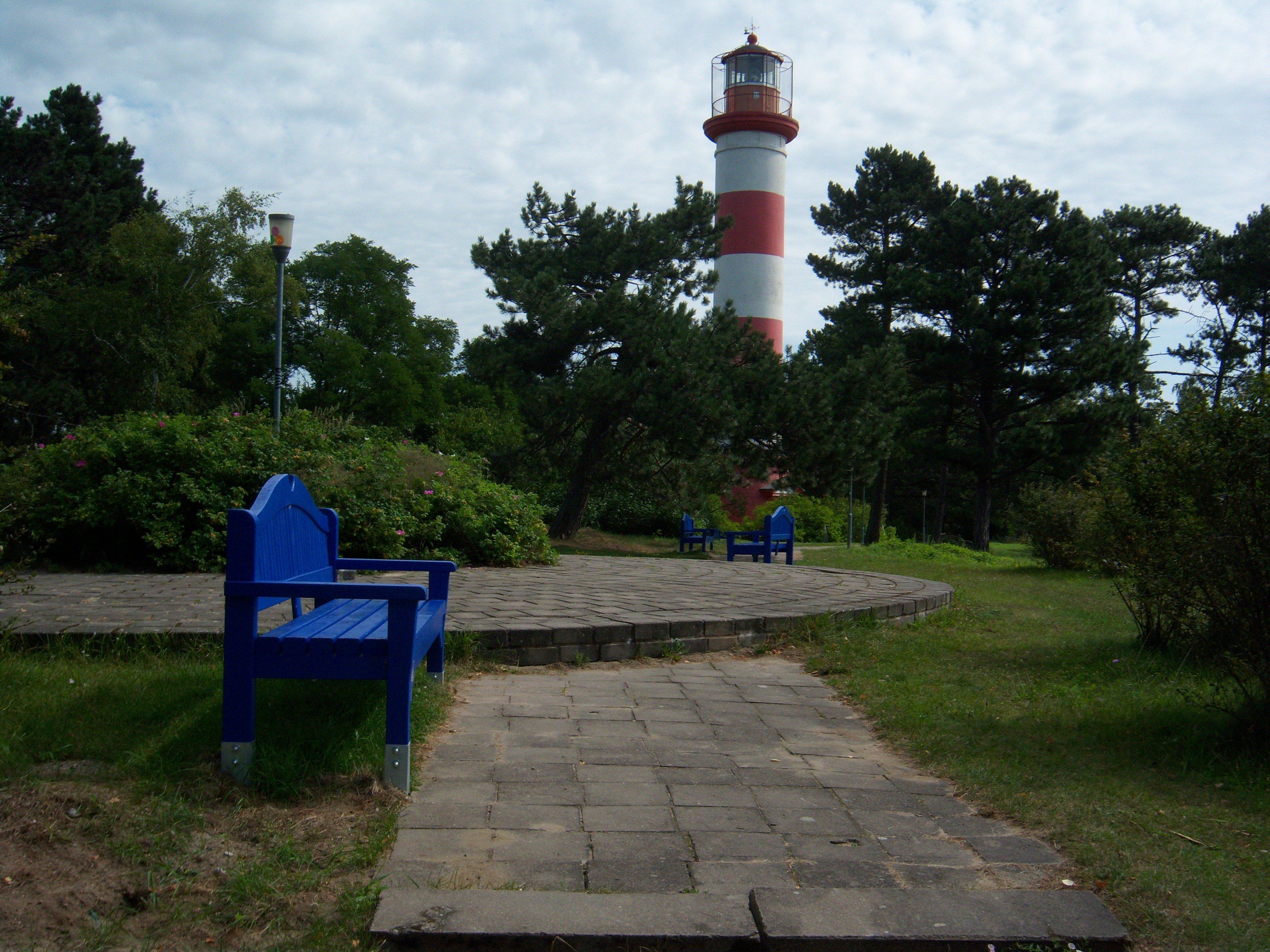
Okolí majáku
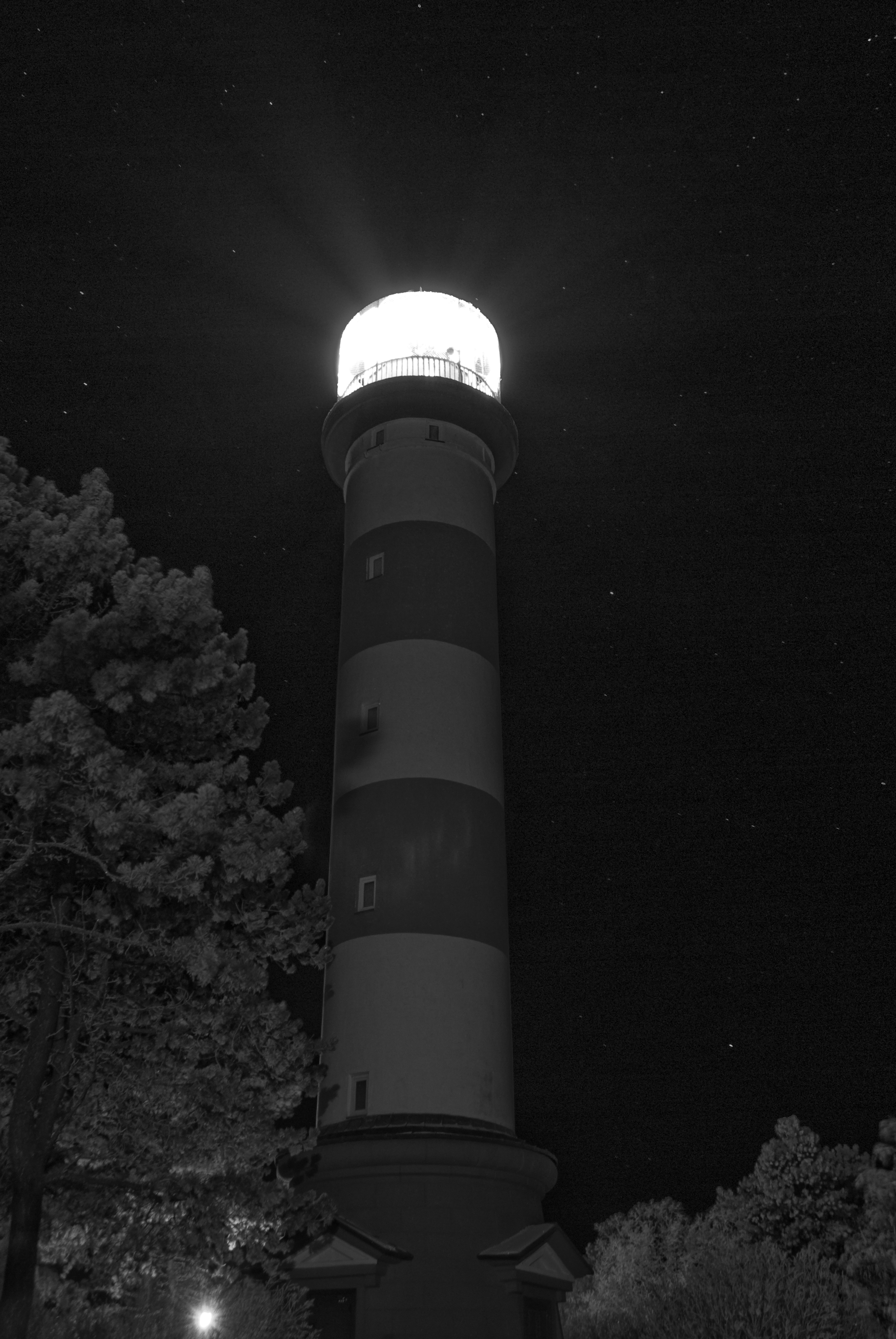
V noci
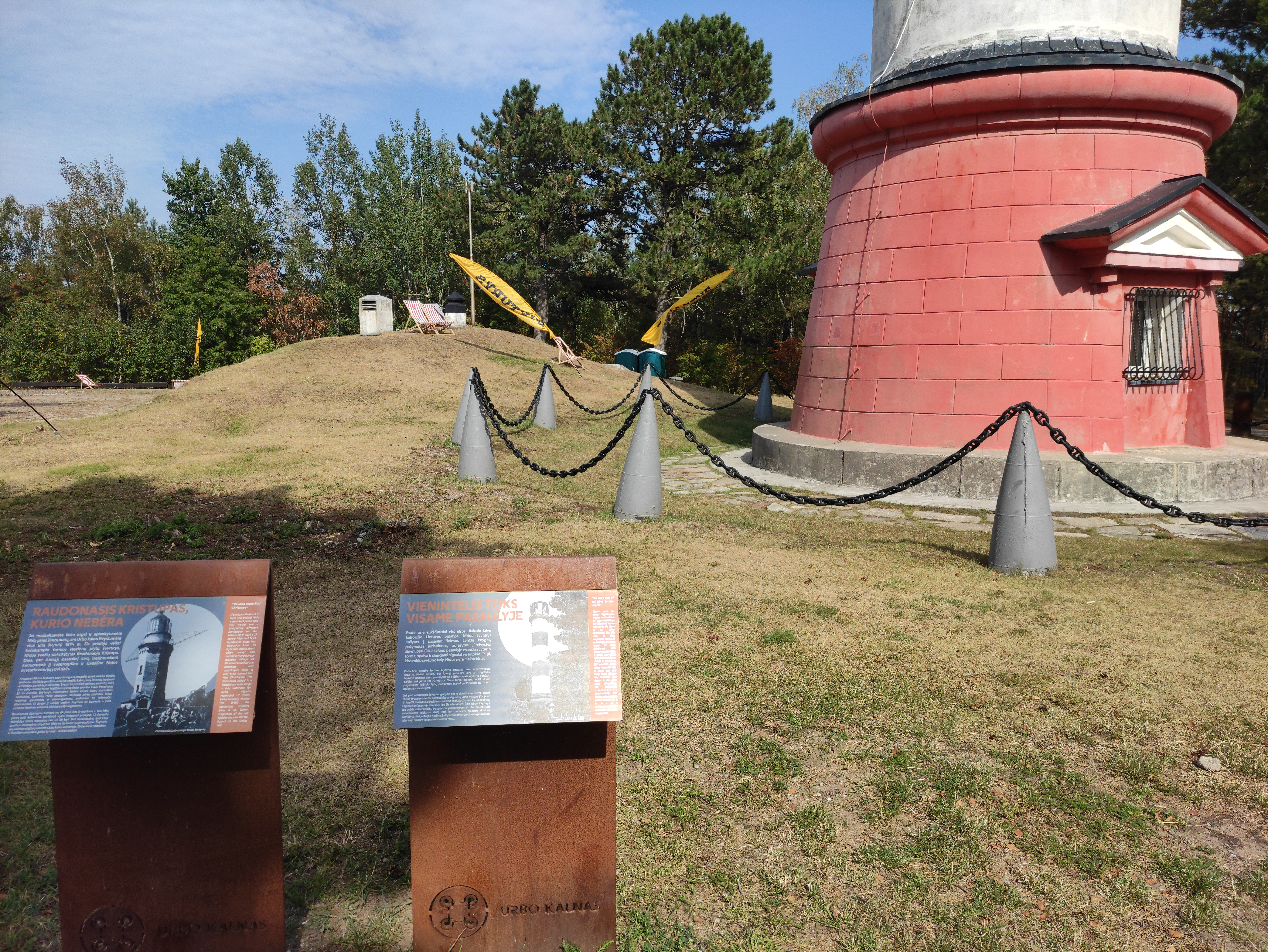
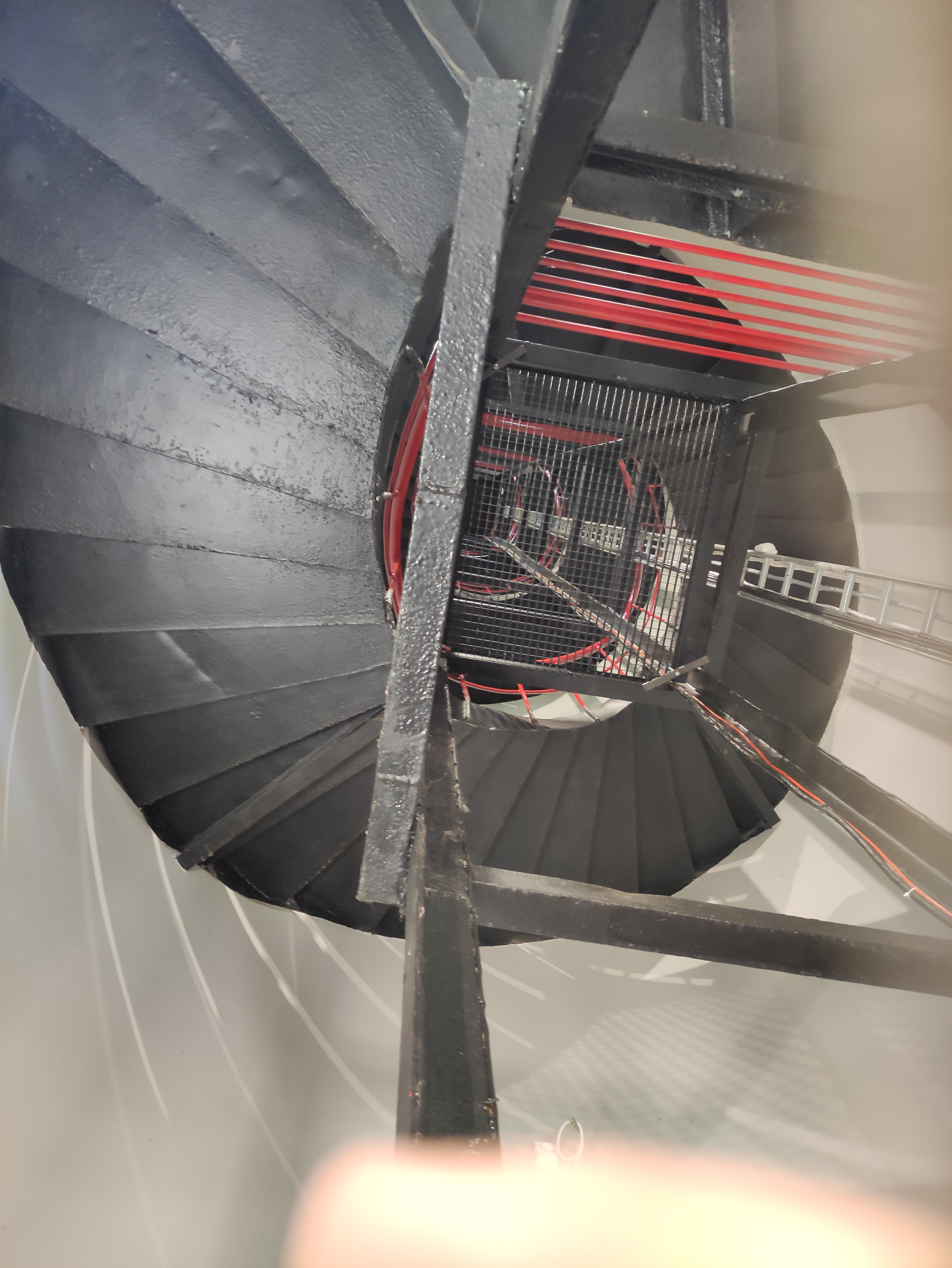
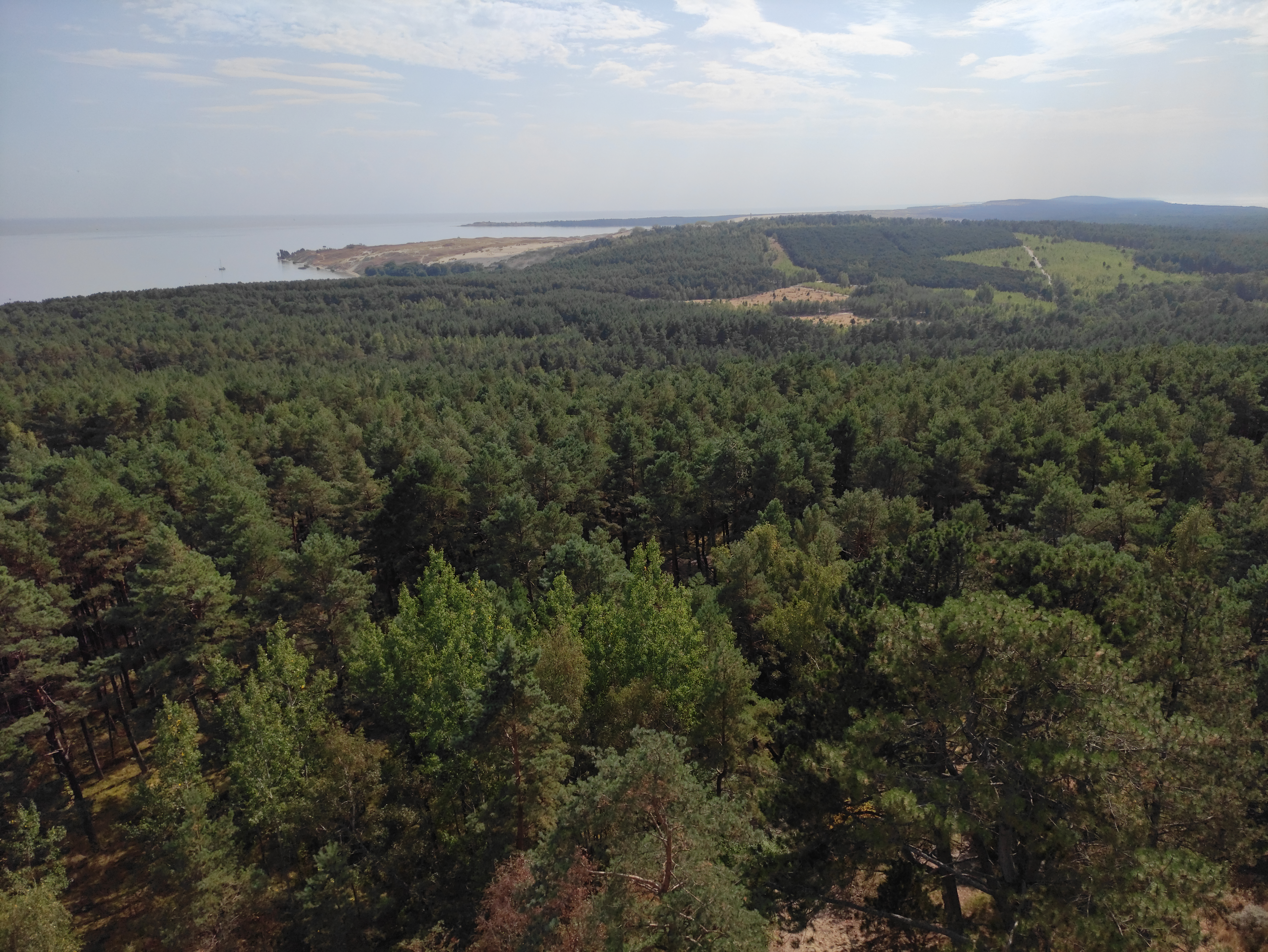
Vyhlídka z majáku
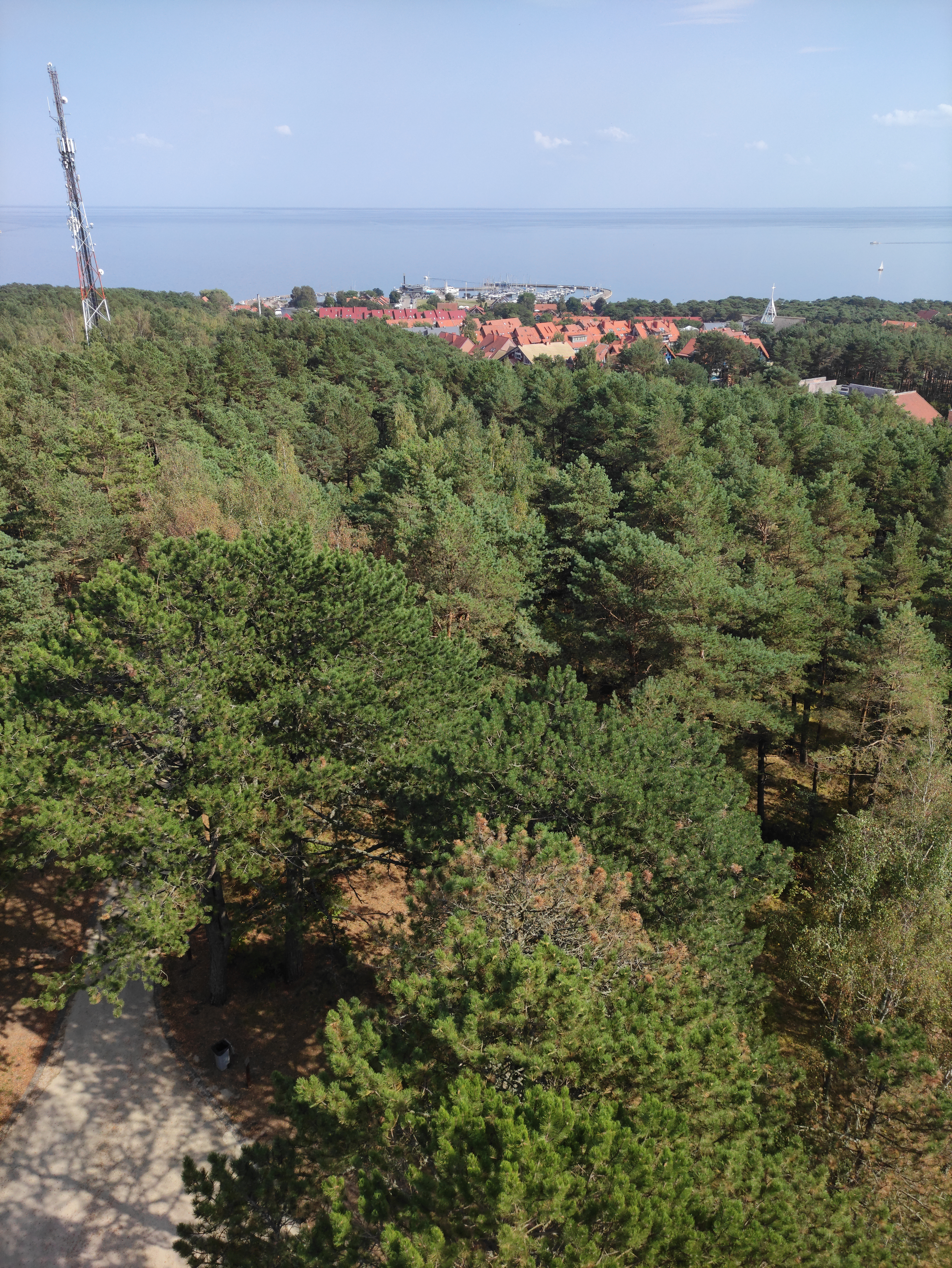
Vyhlídka z majáku